# Schwerte
Schwerte is een stad en gemeente in de Duitse deelstaat Noordrijn-Westfalen, gelegen in de Kreis Unna. De gemeente telt 46.124 inwoners (31 december 2020) op een oppervlakte van 56,20 km².

## Geschiedenis
De plaats werd voor het eerst vermeld in 962 en kreeg stadsrecht in 1397. Schwerte behoorde tot de Hanze van de veertiende tot de zestiende eeuw.

## Partnerstad
- Hastings (Verenigd Koninkrijk)

## Geboren
- Erwin Rösener (1902-1946), SS-generaal
- Johannes Jäcker (1932-2013), voetballer, -trainer en -bestuurder
- Rosemarie Trockel (1952), conceptueel kunstenares
- Lasse Sobiech (1991), voetballer
- Lena Ostermeier (1996), voetbalster

## Afbeeldingen

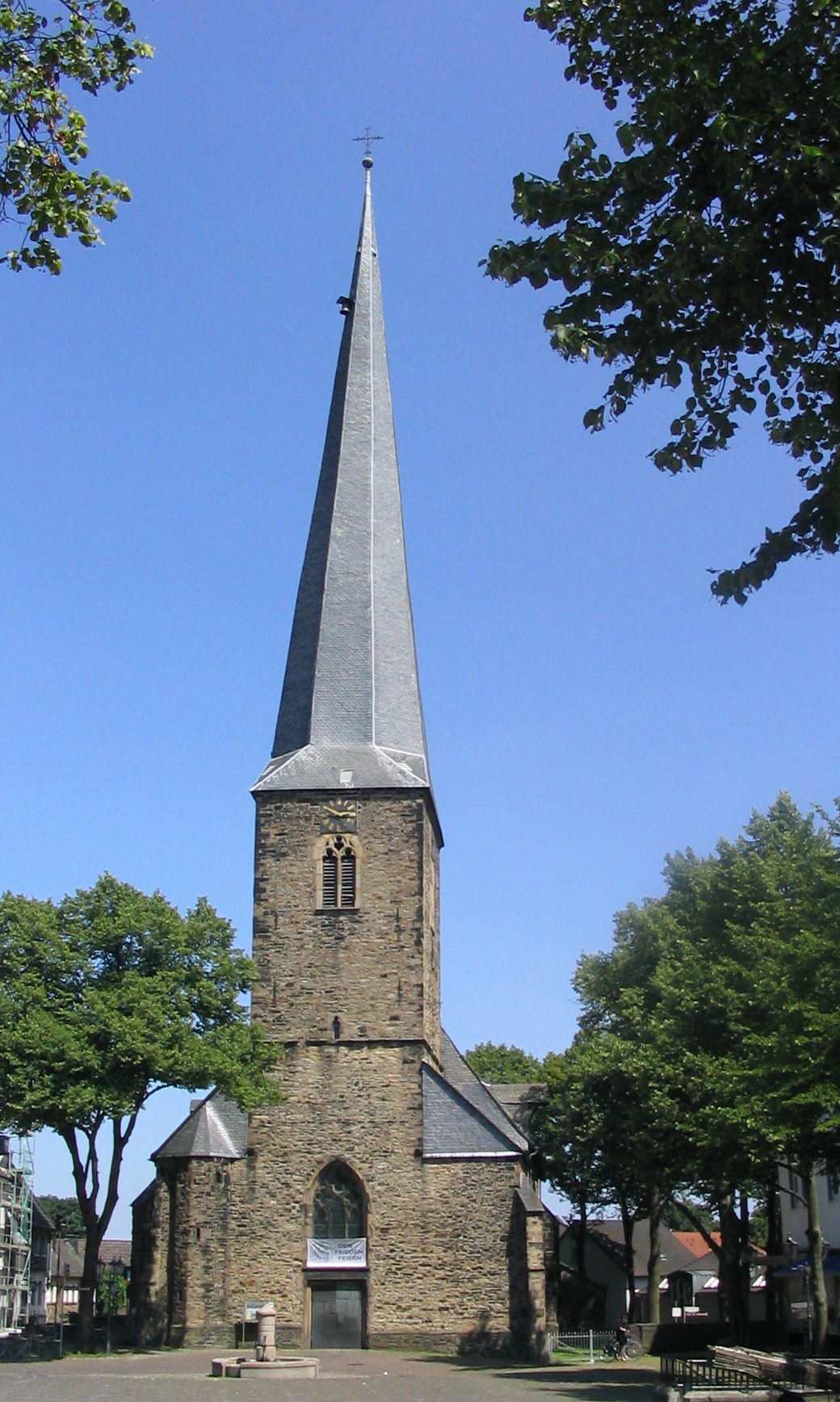
St. Viktor
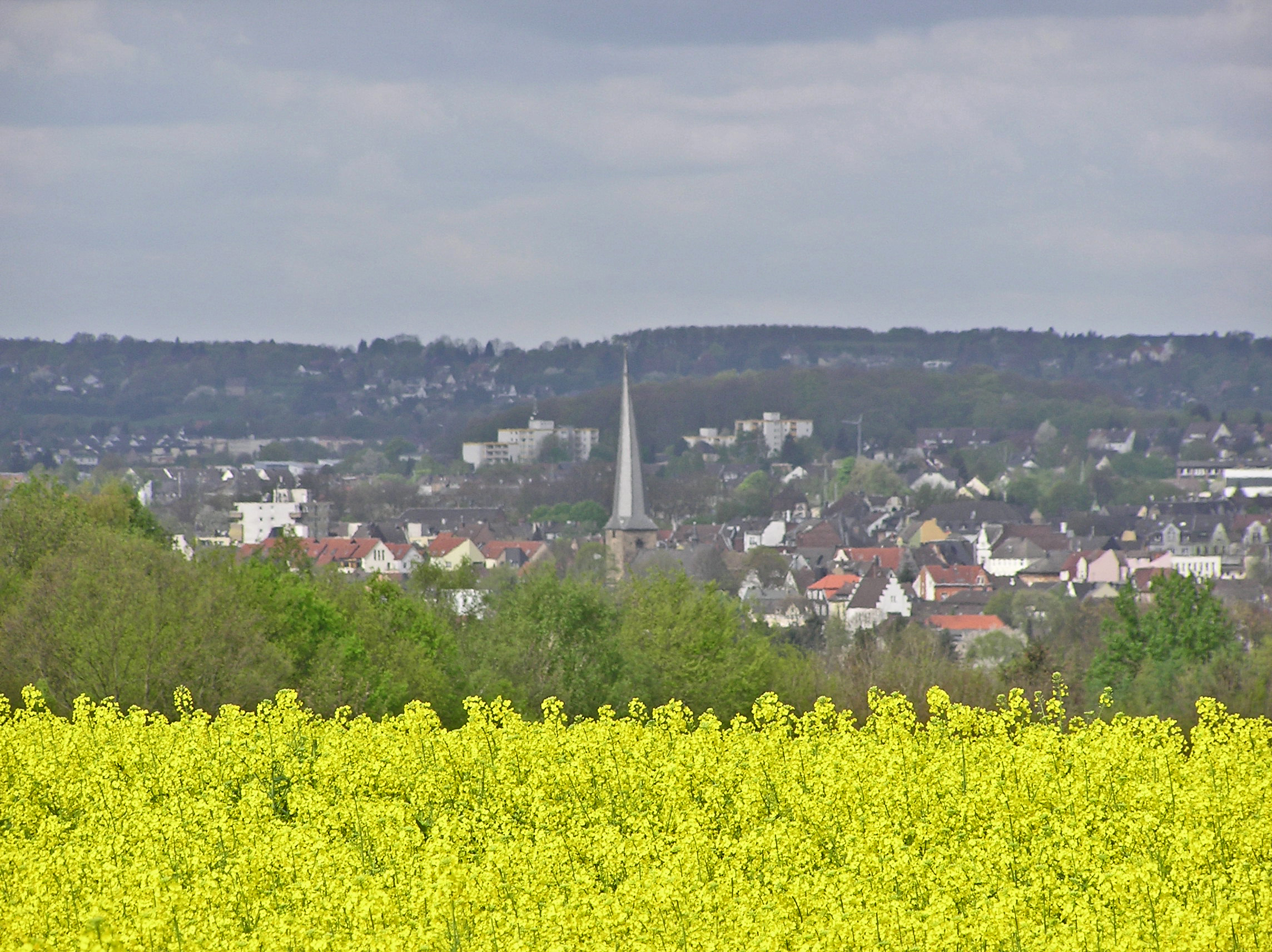
Gezicht op Schwerte
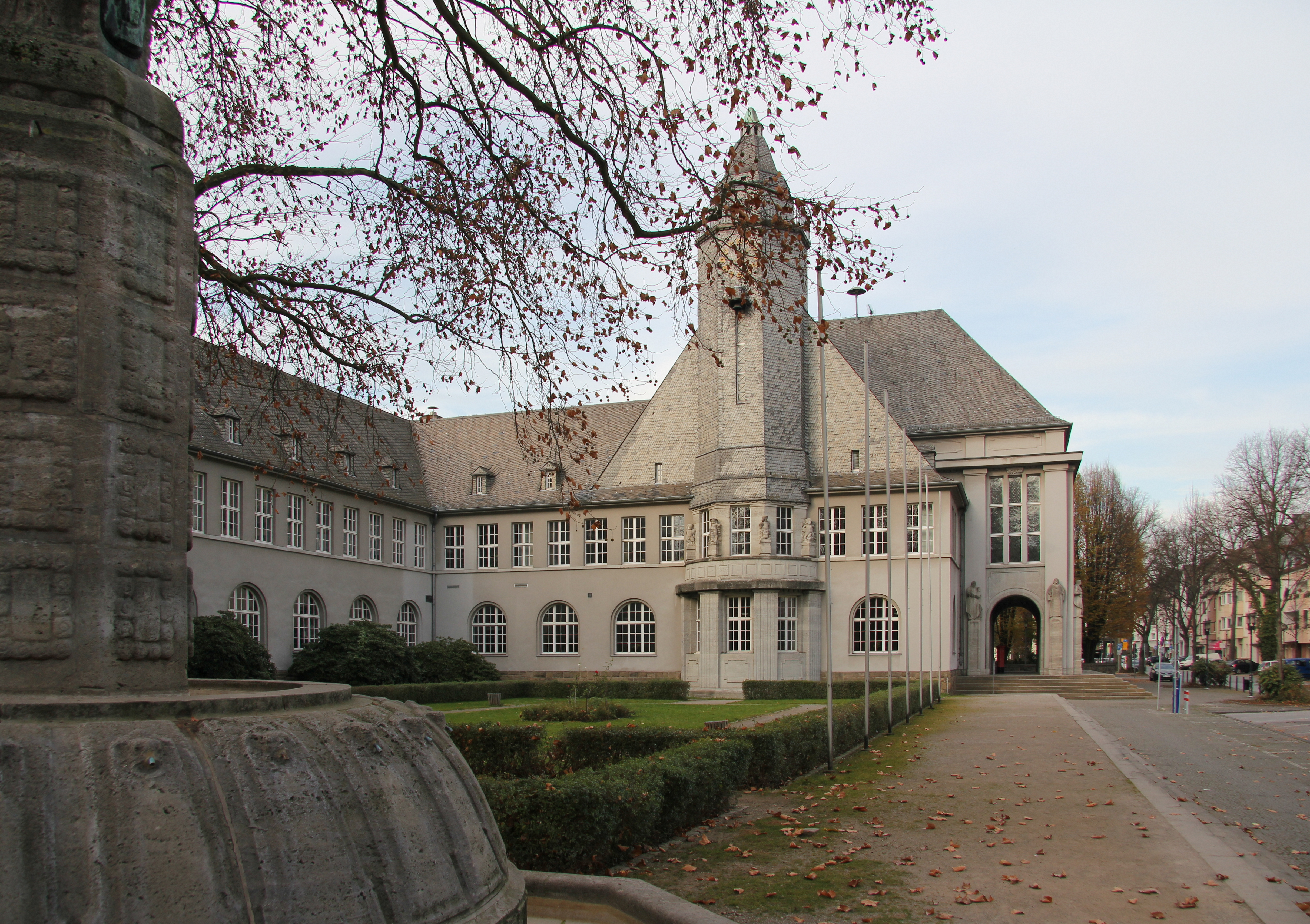
Gemeentehuis
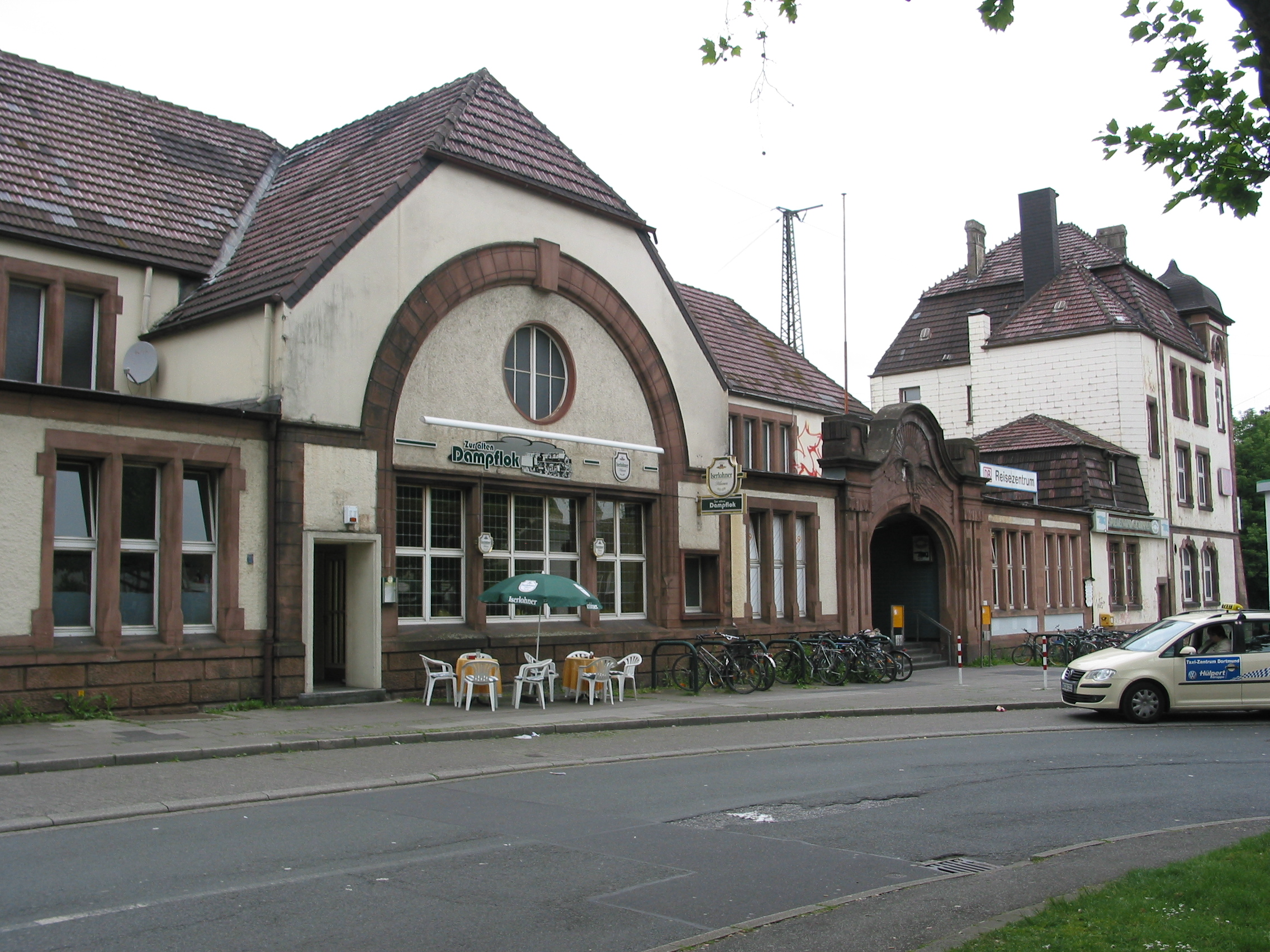
Station Schwerte
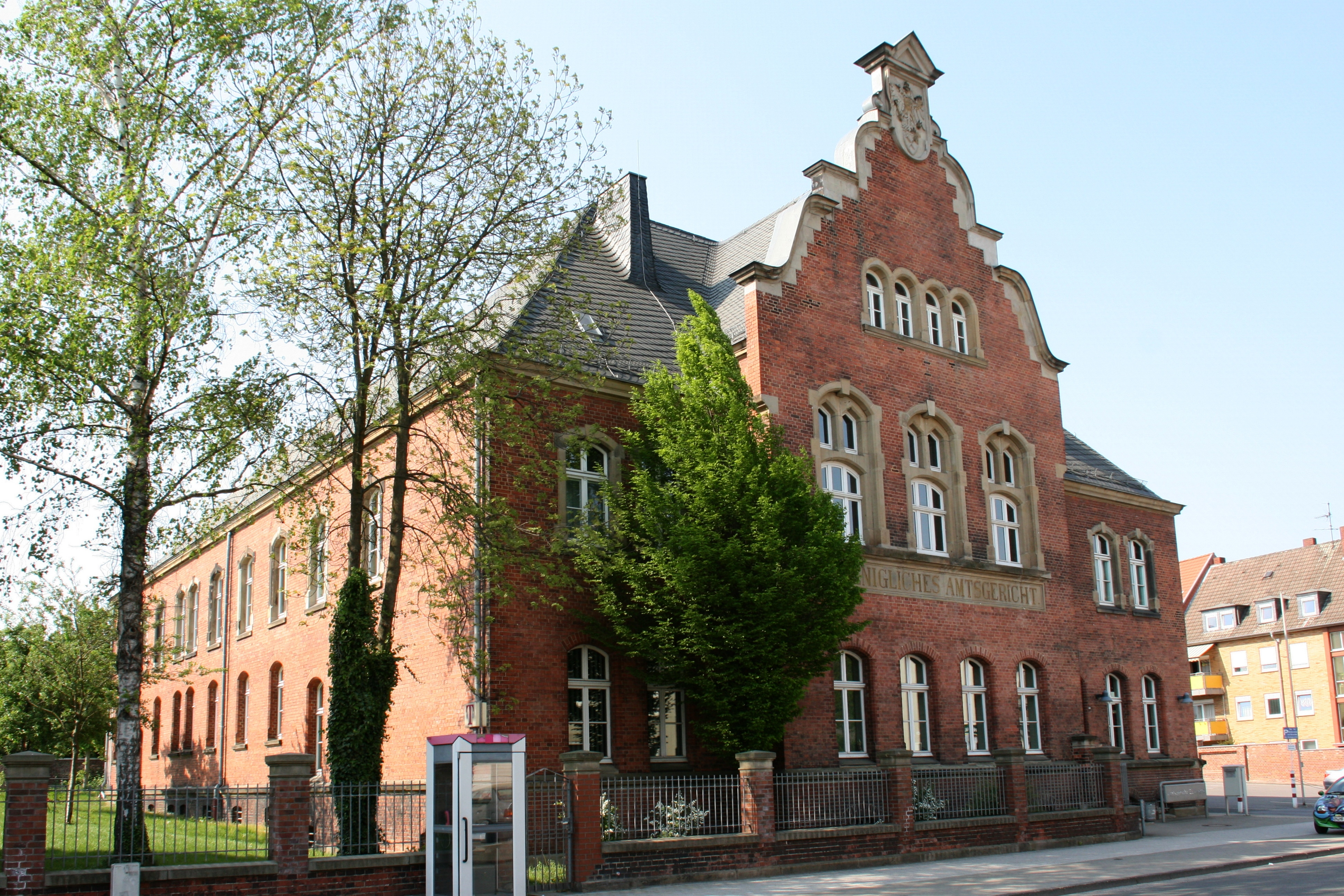
Gerechtsgebouw

Andere hanzen: Vlaamse Hanze van Londen · Hanze der XVII steden
Bergkamen · Bönen · Fröndenberg · Holzwickede · Kamen · Lünen · Schwerte · Selm · Unna · Werne